# Poelwijck
De havezate Poelwijck stond in het Nederlandse dorp Oud-Zevenaar, provincie Gelderland. Ter onderscheid van de nabijgelegen boerderij Klein-Poelwijck werd de havezate ook wel Groot-Poelwijck genoemd.

## Geschiedenis
In 1370 wordt het goed Poilwick voor het eerst genoemd. De havezate Poelwijck is in of vóór 1406 gebouwd. Het goed was een leen van Wisch, maar werd in 1406 als achterleen uitgegeven aan het geslacht Van Poelwijck. Eerst was het de familie Van der Wilten, eigenaar van de havezate Mathena, die Poelwijck als achterleen uitgaf, later in de 15e eeuw was het de familie Smullinck van het Huis Sevenaer. 
Eind 15e eeuw vererfde de havezate van de familie Van Poelwijck naar de familie Van Diepenbroeck. Met de aankoop van het huis in 1547 door Derick Smullinck kwam Poelwijck weer bij het geslacht Smullinck terug. Begin 17e eeuw leidde een huwelijk ertoe dat de familie Van Hoeven de havezate in bezit kreeg.
De familie Van Coenen werd begin 18e eeuw met Poelwijck beleend. Ze kochten ook de nabijgelegen havezate Leemcuyl aan. In 1749 verkochten ze beide havezaten aan Ludolph Harmen Joseph van Heerma. Hier voegde hij een jaar later nog de boerderij Klein-Poelwijck aan toe. In 1769 werden de drie goederen verkocht aan Johan Laurens Söller.
B.A. von Weiler kocht Poelwijck in 1783. De familie Von Weiler bleef tot in de 20e eeuw eigenaar van het goed. Van 1880 tot 1886 werd het huis verhuurd aan George Kepper, die er een kostschool voor protestantse jongemannen in onderbracht. Na het vertrek van Kepper bleef Poelwijck leeg staan en de familie Von Weiler liet de havezate in 1891 afbreken. Er kwam een boerderij voor in de plaats, met de naam Poelwyk. Restanten van de slotgracht zijn nog zichtbaar rondom de boerderij. In de gevel van de boerderij zijn twee originele wapenstenen uit de oude havezate ingemetseld.
De boerderij van het erf Klein-Poelwijck is eveneens in 1891 afgebroken. De schuur werd tijdens de Tweede Wereldoorlog verwoest door een Duitse V1.

## Beschrijving
Het uiterlijk van de havezate Poelwijck is bekend van afbeeldingen uit de 18e eeuw. Hierop is een omgracht kasteel te zien met twee haaks op elkaar staande vleugels, bestaande uit twee woonlagen. De vleugels zijn voorzien van trapgevels en Gelderse gevels. De traptoren is veelhoekig van vorm. Poelwijck oogt als een kasteel in renaissancestijl.
Een foto van vlak voor de afbraak in 1890/1891 toont een kasteel met twee evenwijdige vleugels, met daar tussen een traptoren.

## Afbeeldingen

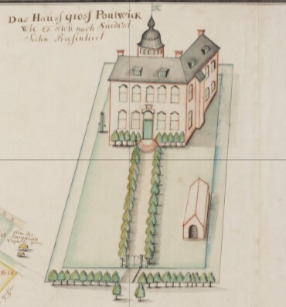
Poelwijck op een kaart uit 1763
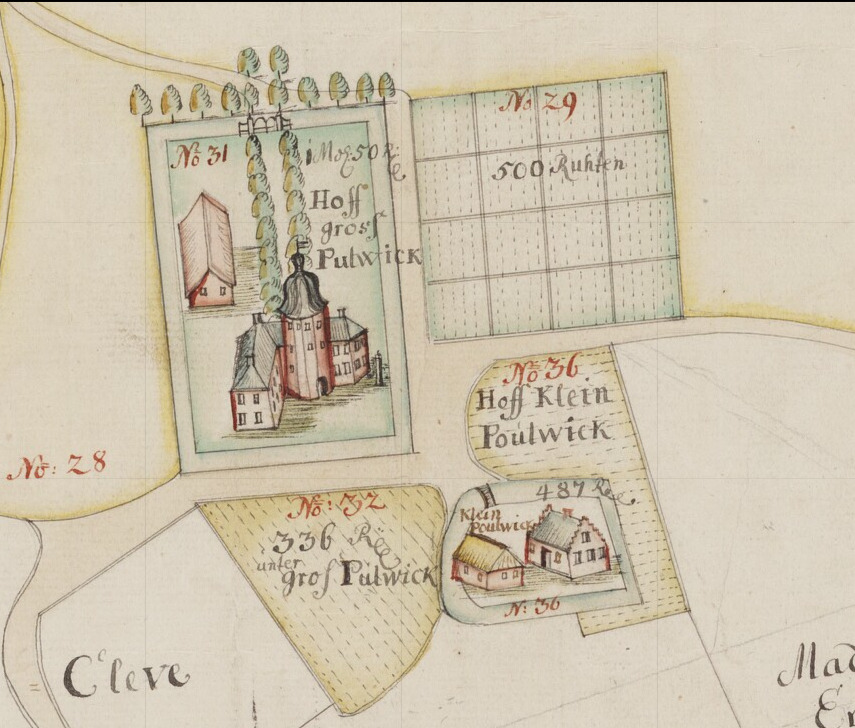
Poelwijck op een kaart uit 1763, met Klein-Poelwijck rechts onderaan
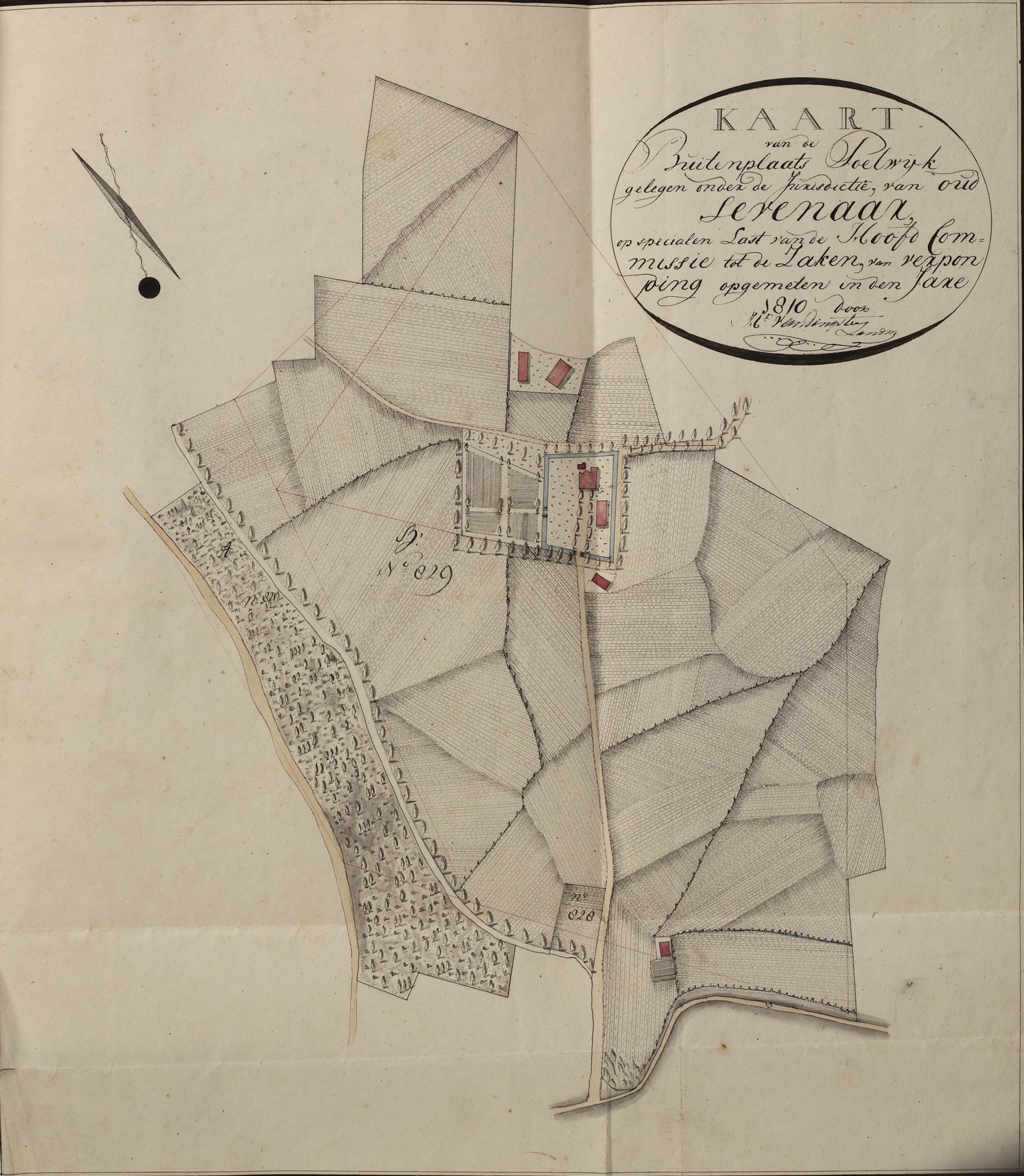
Kaart van Poelwijck in 1810
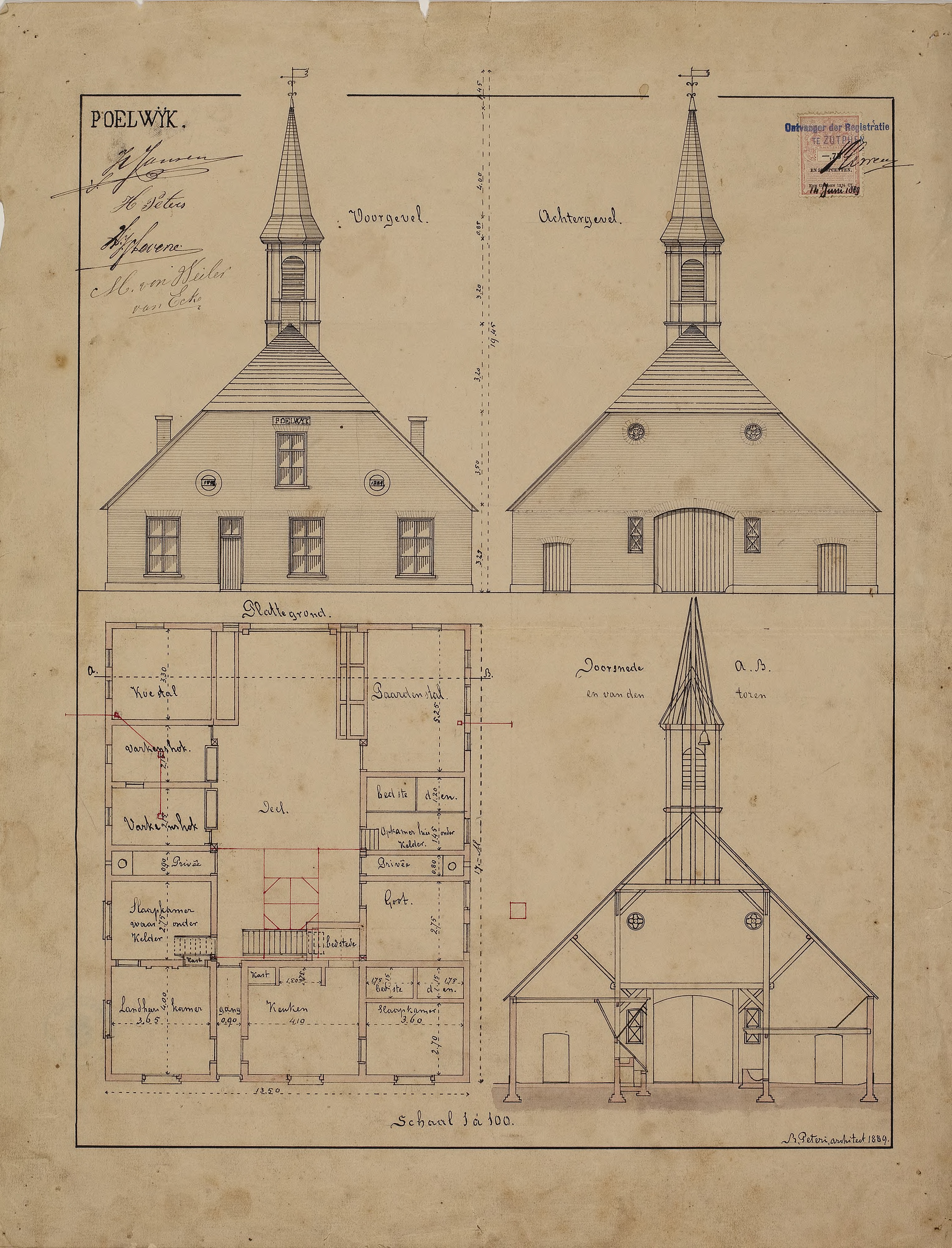
Ontwerp uit 1889 voor de nieuwe boerderij Poelwyk

Aalst · Aardenburg · Acquoy · Aerdt · Agistaldaburg · Ahof · Aldenhaag · Aller · Ambe · Ammersoyen · Ampsen · Andelst · Angeroyen · Appelburg · Appelse walburg · Appeltern · Arler · Baak · Babberich · Baer · Baerle · Bakerbosch · Balgoij · Barlham · Batenburg · Beek · Beerenclaauw · Bemmel · Bevervoorde · Bergh · Biljoen · Bingerden · Blankenborg (Laren) · Blankenborg · Blauwe Huis · Blokhuis (Ravenswaaij) · Boelenham · Boetselaersborg · Borculo · Boswaai · Brakel · Den Brakel · Den Bramel · Bredevoort · Broekhuizen · Bronkhorst · Bruchem · Bruinhorst · Brunsberg · Bulkestein · Bunswaard · Burcht van Tiel · Buren · De Buurse · Byland · Byvanck · Caetshage · Camphuysen · De Cannenburch · de Cloese · Coldenhove · Culemborg · Dedinckweerd · Delwijnen · Didam · Diepenbroek · Hof te Dieren · Huis Dijck · Dikke Tinne · Doddendaal · Dodewaard · Doornenburg · Doornik · Doorwerth · Dooyenburg · Dorth · Doseburg · Drakenburg · Dreumel · Druten · Duivelshuis · Eerbeek · De Ehze · Elburg · Eldrik · Emmerik · Engelenburg · Groot Engelenburg · Engelrode · Enghuizen · Enspijk · De Essenburgh · Essenpas · Est · Fokkinck · Gameren · Geerestein · Geldermalsen · De Gelderse Toren · Geldersweerd · Gellicum · Gendt · Gennepestein · Glindhorst · Goudenstein · ‘s-Grevenhoef · Groot Hell · Groenlo · Groesbeek · Huis te Groesbeek · Grunsfoort · Gulden Spijker · Hackfort · Hackforts Veenhuis · Hagen · Hagevoort · Hamerden · Hanepol · Harreveld · Harslo · Hassink · Het Haveke · Hedel · Heeckeren · De Heegh · Hees · De Heest · Hellouw · Hemmen · Hernen · Motte van Hernen · Heumen · Heusden · Hoekelum · Hoekenburg · De Hoeve · De Hof · Hof d'Ooy · Hof van Arkel · Huis het Holt · Holthuis · Het Holtslag · Ter Horst · Houberg · St. Hubertus · Huissen · Hulhuizen · Hulkestein · Hulsen · Hunneschans bij De Duno · Hunneschans bij Uddel · Jonker Bloo · 't Joppe · De Kamp · Karssenberg · Kemnade · Keppel · Kermestein · Kernhem · Kervel · Kiefskamp · De Kinkelenburg · Klein Enghuizen · Kleverburg · Kortenhoeve · Laag Helbergen · Lakenburg · Landfort · Langen · Latenstein · De Lathmer · Lathum · Ter Lede · Leegpoel · Leemcuyl · Leeuwen · Leeuwenbergh · Lensenburg · Lent · Leur · Leuvenum · Leyenburg · Lichtenvoorde · Lievenstein · Loenen · Loevestein · Loil · Loowaard · Luynhorst · Hof te Maasbommel · Magerhorst · Malburgen · Malderburcht · Malsen · Manhorst · Marhulsen · De Marsch · Marveld · Mathena · Maurik · Medel · Medestein · 't Medler · Meinerswijk · De Mellard · Mensink · Mergelp · Meteren · 't Meyerink · Middachten · Millingen · Mussenberg · Nagelhorst · Nederhagen · Nederhemert · Neerijnen · Huis Neerijnen · De Nesch · Nettelhorst · Nieuwe Blokhuis ·  Nijburg · Nijenbeek · Old Putten · Notenstein · Nye Huis · Olde Spijker · Oldenaller · Oldenhof (Driel) · Oldenhof (Heteren) · De Ooij · Oolde · Oud Oolde · Oosterhout · Ophemert · Opijnen · Oud Ampsen · Oude Blokhuis · Het Oude Loo · Oude Voorst · Oudenborch · Oud-Wisch · Huis te Overasselt · Overeng · Overhagen · Overlaar · 't Oye · Palmestein · De Parck · Persingen · Plekenpol · Ploen · Pluimenburg · Poederoijen · Poelwijck · Poelwijk · De Pol (Dreumel) · Huis de Poll (Huis te Gietelo) · De Poll (Huissen) · Pollenbering · Pollenstein · Puttenstein · Het Raasink · Ravenhorst · De Rees · Ressen · Reuversweerd · Reygersfoort · Rhijnestein · Huis Rijswijk · Rode Toren · Roode Wald · Rosande · Rosendael · Rossum · Rumpt · Ruurlo · Rijsselt · Schadewijk · Schaffelaar · Scherpenzeel · Schoonbroek · Schoonderbeek · Schoonenburg · Schuilenburg · Schuilkerke · Hof te Seelbeek · Sevenaer I · Sevenaer II · Sinderen (Oude IJsselstreek) · Sinderen (Voorst) · Slangenburg · Sleeburg · Slimsijp · De Snor · Soelen · Spaansweerd · Spaldorp · Spijk · Staverden · Sterkenburg · Swanepol · Tarthorst · Teisterbant (Kerk-Avezaath) · Teisterbant (Kerkdriel) · Ter Dicke · Tolhuis · Tolhuis (Tiel) · Tollenburg · Tongerlo · Toren van Wely · Tuil · Ubbergen · Uilenburg (Ewijk) · Uilenburg (Heteren) · Ulenpas · Ulft · Upladen · Valburg · Valkhofburcht · Valkhofpalts · Vanenburg · Varik · Hof te Varsseveld · 't Velde · Velhorst · Verwolde · Vierakker · De Voorst · Voorstonden · Vorden · Vosbergen · Vredenburg · Vredestein (Driel) · Vredestein (Ravenswaaij) · Vuren · Waardenburg · Waddestein · Wadenoijen · Waede · Wageningen · Walfort · 't Waliën · De Wardt · Watergoor · Watermeerwijk · Wayenstein (Huis te Herwijnen) · Well (Huis van Malsen) · Weijenrade · Westenburg · Westerholt · Weurt · De Wiersse · Wijenburg (Echteld) · De Wildenborch · De Wildt · Wilp · Wilperhorst · Winssen · Wisch · Wychen · Wolfswaard · Woolbeek · Yrst · IJzendoorn · Zeeland · Zilveren Spijker · Zuilichem · Zwaluwenburg · Zwanenburg (Heerde) · Zwanenburg (Megchelen)